# Juan Garaizabal
Juan Garaizabal (Madrid, 20 marzo 1971) è uno scultore spagnolo.

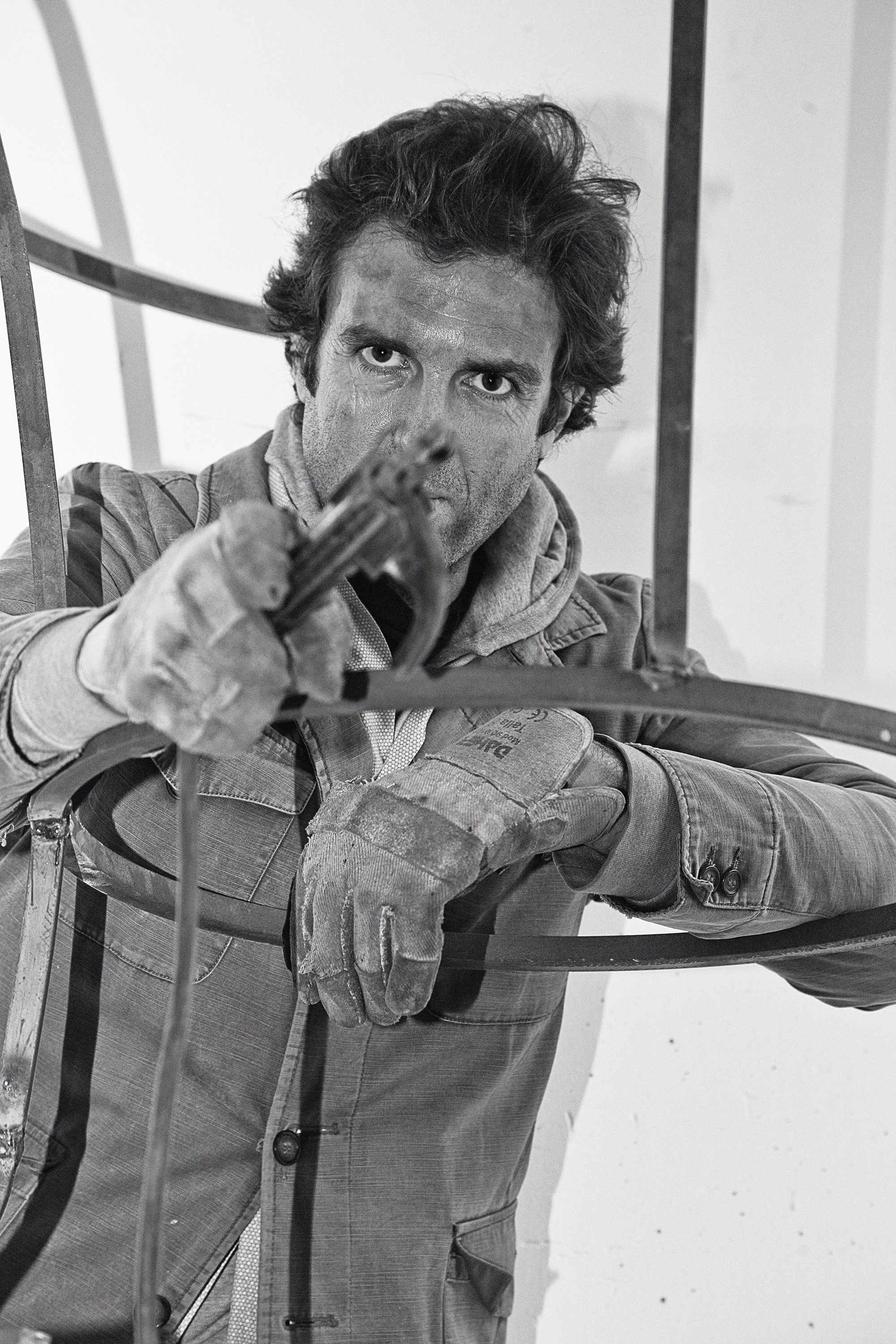
Juan Garaizabal, Berlin (2018)

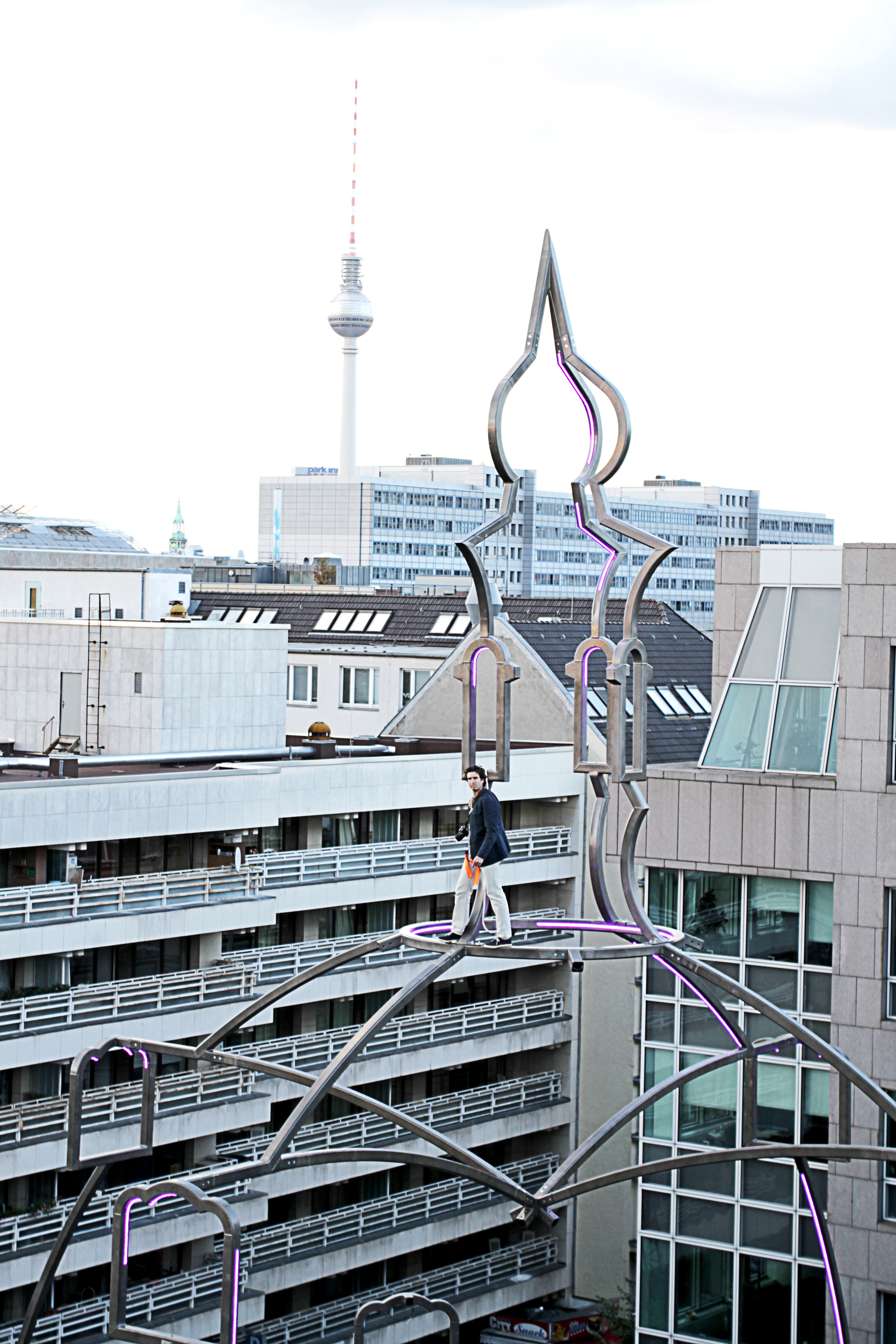
Juan Garaizabal mentre costruisce il Memoria Urbana Berlin

È un artista concettuale, scultore, incisore. Artista dalle multiple sfaccettature ha sperimentato anche con il disegno, il videoarte, le installazioni luminose ed acustiche. È conosciuto a livello internazionale per le sue sculture pubbliche monumentali. Il suo progetto personale Memorie Urbane (Urban Memories) recupera attraverso strutture scultoree e la luce elementi architettonici scomparsi, riempiendo spazi urbani vuoti storicamente significativi. È nato a Madrid nel 1971.

## Traiettoria
Studia disegno in IB 67 a Madrid, e realizza studi superiori nel CESEM, Reims, Francia, compaginando i suoi inizi creativi con la trasformazione degli spazi e lofts, acquisendo esperienza con materiali diversi. Nell'attualità lavora tra Berlino e Madrid intervenendo concettualmente sugli spazi pubblici. Realizza con le proprie mani gran parte della sua opera, impiegando tecniche di ferro battuto e acciaio, illuminazione, carpenteria, muratura  e materiali plastici.

## Installazioni pubbliche

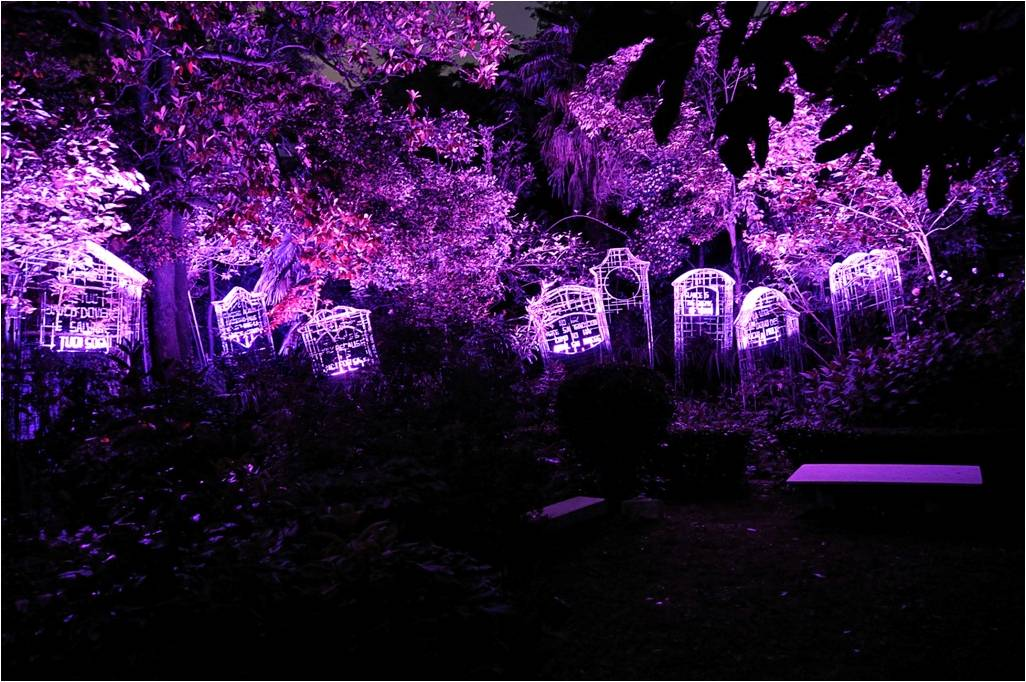
Juan Garaizabal Memoria del Giardino

Principali installazioni scultoree pubbliche:
- 2006: Bosque de Flores (Bosco di Fiori), Valencia, Spagna
- 2007: Memoria Urbana Bucarest, Uranus Area. Noaptea Alba, Romania.[3]
- 2011: Archives Stairway. Connecticut, Stati Uniti.
- 2012: Memoria Urbana Berlin, Berlino, Germania.[4]
- 2013: Memoria del Giardino Venezia, Italia. Curatrice Barbara Rose.[5]
- 2016: Memoria Urbana Miami; Balcone di L'Avana, Stati Uniti d'America.[6]
- 2018: Memoria Urbana Segovia Segovia, Spagna
- 2018: Hay Festival Segovia, Spagna
- 2020: Piedra Sobre Piedra Toledo, Spagna
- 2020: Ever Time Gate Shanghai, Cina
- 2021: Four Monumental Sculptures Parigi, Francia
- 2021: Fondation Prince Albert Monaco
- 2021: Biennale de Sculpture Saint-Paul-de-Vence, Francia
- 2023: Ever Time Balcony Shanghai, Cina
- 2024: La Memoria del Vidrio  Valencia, Spagna
- 2024: Land of Dilmun and Door of Dilmun Manama, Bahrein
- 2025: Memoria Urbana: Les Bains Napoléon  Biarritz, Francia

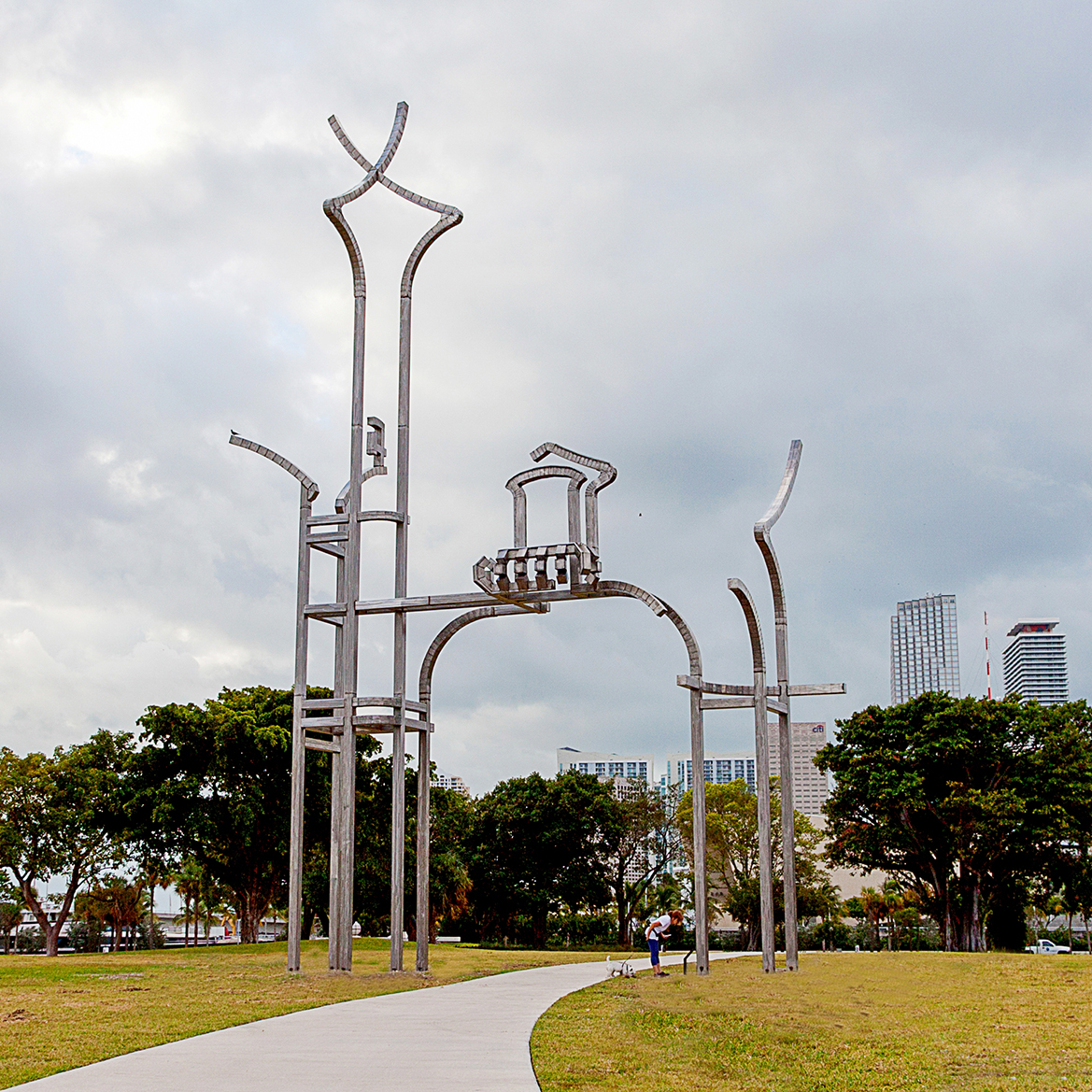
Havana's Balcony in Museum Park Miami

- 2025 Ever Time Port: Portogallo

## Vita privata
Tra il 1998 ed il 2007 ha attraversato in distinti momenti il continente africano da Madrid fino a Città del Capo. Attualmente vive e lavora tra Berlino e Madrid alternandosi tra workshops e altri progetti temporanei. È padre di due figlie.